# Eviota occasa
Eviota occasa, tên thông thường là sunset dwarfgoby, là một loài cá biển thuộc chi Eviota trong họ Cá bống trắng. Loài này được mô tả lần đầu tiên vào năm 2014.

## Từ nguyên
Từ occasa trong danh pháp của E. occasa trong tiếng Latinh có nghĩa là "hoàng hôn", ám chỉ sắc đen dọc theo xương sống của loài cá này.

## Phạm vi phân bố và môi trường sống
E. occasa được tìm thấy ở vùng biển xung quanh đảo Amami-oshima và đảo Iriomote-jima (thuộc quần đảo Ryukyu, Nhật Bản); và ngoài khơi những hòn đảo chính của Palau, cũng như tại đảo Merir và rạn san hô Helen. Loài cá này được thu thập gần các rạn san hô ở độ sâu khoảng từ 2 đến 20 m.

## Mô tả
Chiều dài cơ thể tối đa được ghi nhận ở E. occasa là 1 cm. Cơ thể có màu nâu cam (của gỉ sét) với các lớp vảy được viền đỏ sẫm. Các sọc dưới da có thể được nhìn thấy ở nửa thân sau. Một đốm đen dễ thấy trên cuống đuôi; một vùng nhạt màu nằm sau đốm này, tiếp theo là một đốm màu vàng pha đỏ ở gốc vây đuôi. Trên thân rải rác những đốm trắng nhỏ, và thêm một vài vạch trắng trên gáy và ngang bụng. Mống mắt màu đỏ, bao quanh bởi các vạch màu trắng. Tia vây lưng và tia vây hậu môn có màu đỏ nhạt, tia vây đuôi có màu vàng.
Số gai ở vây lưng: 7; Số tia vây ở vây lưng: 8; Số gai ở vây hậu môn: 1; Số tia vây ở vây hậu môn: 8; Số tia vây ở vây ngực: 14 - 16.